# Bomba de fragmentação

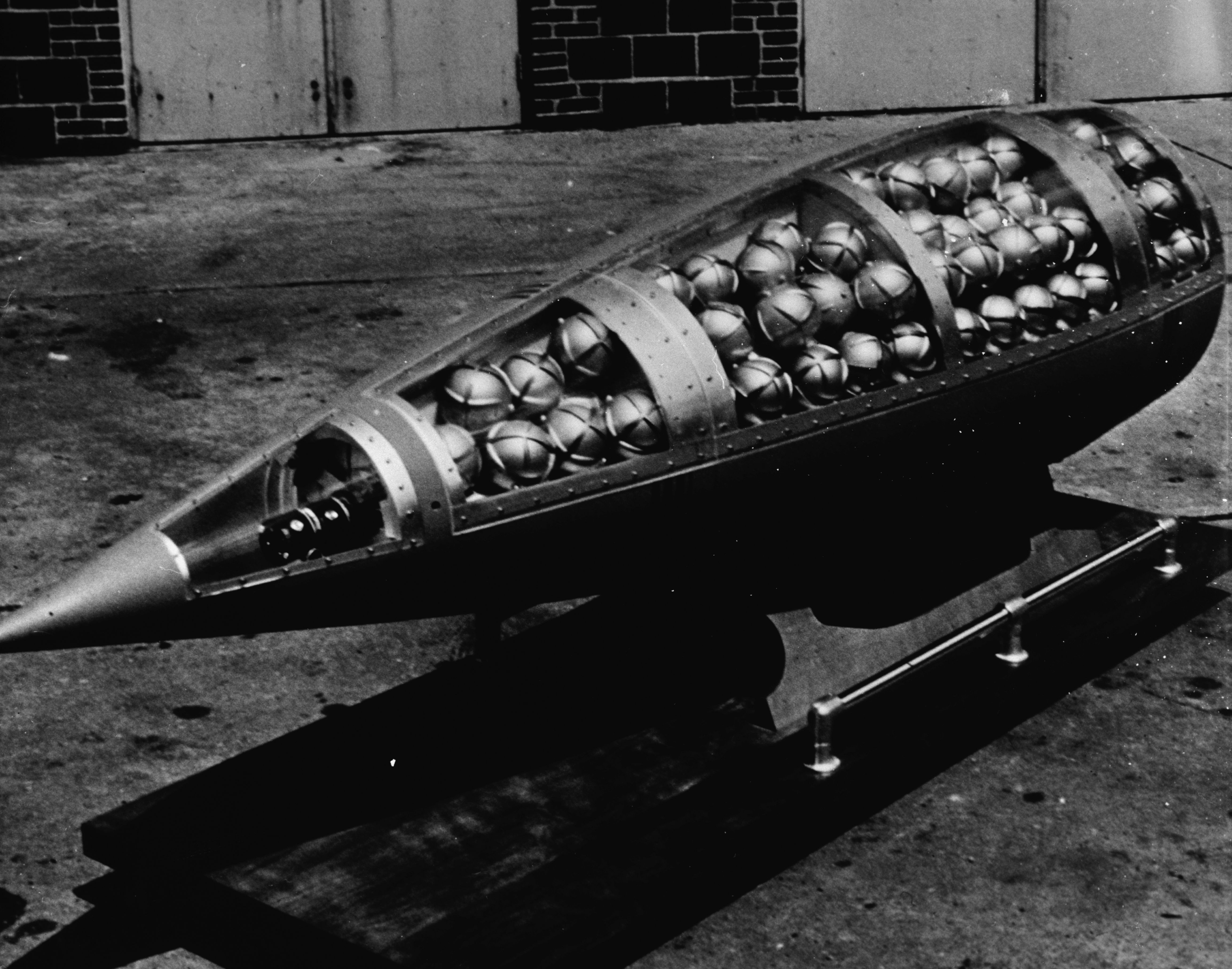
Bomba de dispersão para demonstração: seção de ogiva de MGR-1 Honest John contendo projéteis M134 GB (Sarin).

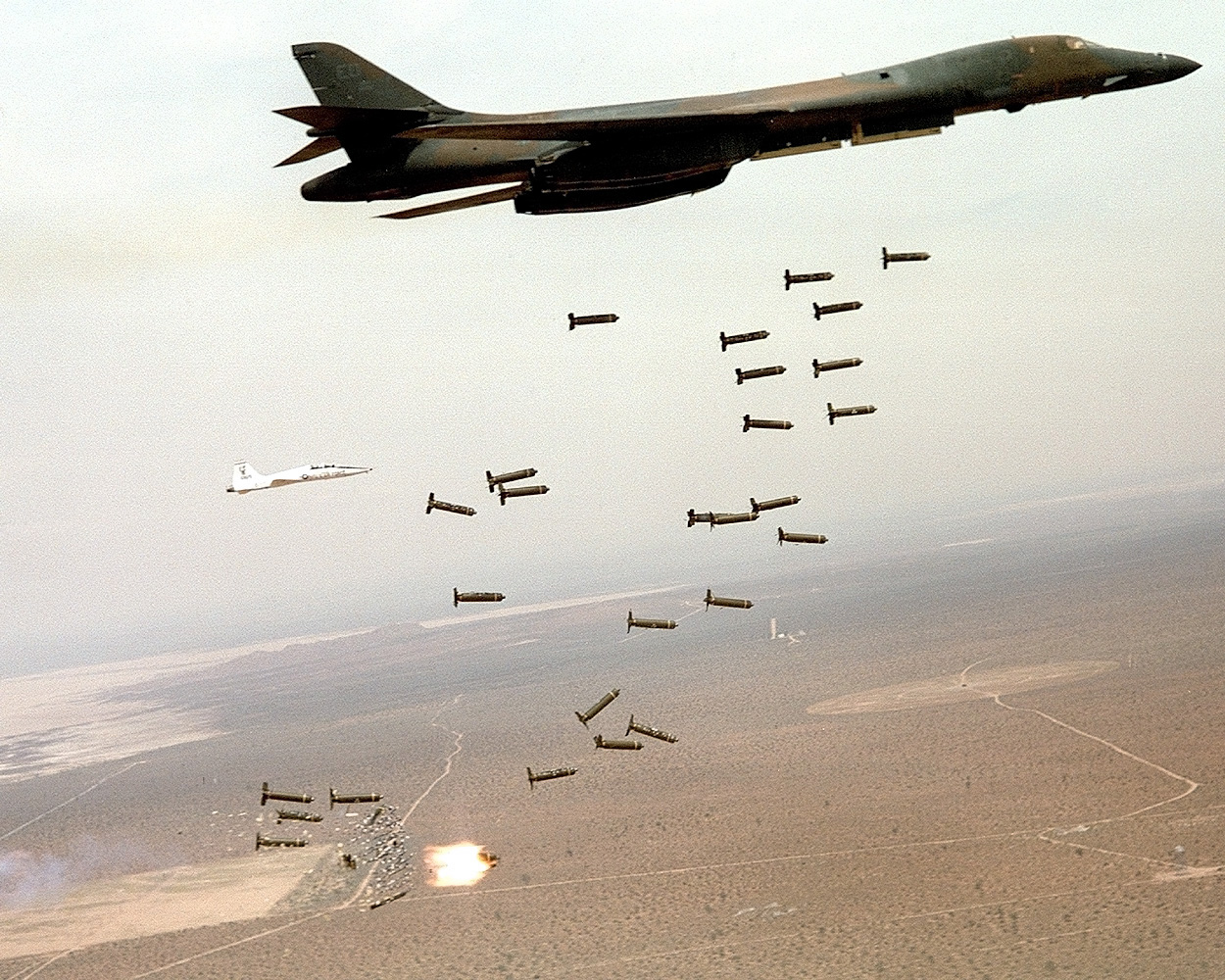
Um B-1 Lancer americano lançando suas bombas de dispersão

Bomba de dispersão (em inglês: cluster bomb ou cluster munition), por vezes erradamente chamada de "bomba de fragmentação", é um artefato explosivo que, quando acionado, libera uma certa quantidade de sub-munições menores (bomblets), com a finalidade de eliminar pessoal, artilharia ou viaturas, dentro de uma grande área.
Distingue-se das bombas de fragmentação por estas não serem contentores de sub-munições,  mas sim cargas explosivas rodeadas por um invólucro metálico que se fragmenta em estilhaços quando a carga explode. Esses estilhaços não são explosivos.
A bomba de dispersão pode ser usada também contra outros alvos — linhas de transmissão e abrigos — e lançada a partir do ar ou do solo. Pode também ser usada como mina terrestre. A médio prazo, causa ferimentos e morte nas populações civis, se as sub-munições não detonarem todas no impacto.
A definição de armas de dispersão inclui toda munição, como granadas, foguetes e bombas, que contenha um grande número de bombas menores que, ao serem lançadas, espalham-se sobre uma grande área. Esses pequenos explosivos podem permanecer intactos por muitos anos (munição não detonada) e representam um perigo iminente para a população, podendo causar mutilações ou mortes no momento em que explodem. A maioria das vítimas é civil, num cenário pós-conflito.

## Efeitos sobre as populações civis
As submunições lançadas têm coeficiente de falha de 5% a 40%, podendo as bombas ficar enterradas, sem explodir, por muito tempo depois de terminada a guerra. Alguns especialistas estimam que pelo menos dez mil inocentes foram mortos, e um número muito maior de pessoas foi mutilado pelas bombas de dispersão em zonas de conflito, desde 1965 espalhadas pelo mundo.
Segundo o ex-soldado Simon Conway, da Cluster Munition Coalition (CMC), "no verão de 2006, o exército de Israel lançou milhões de pequenas bombas nas vilas xiitas empobrecidas do sul do Líbano, causando a morte de quase 300 pessoas, a maioria crianças. Elas costumam pegar esses objetos caídos no chão, o que já é o suficiente para que as minas sejam detonadas". Por curiosidade, as crianças agarram os pequenos projéteis não explodidos, que tem formas chamativas, como as de bolas de tênis ou de latas de refrigerantes, mas que fazem o efeito de minas antipessoal.
Vários países usaram este tipo de arma em diferentes conflitos. A Rússia utilizou essas bombas na Geórgia; a OTAN usou-as  na Sérvia; Israel usou no Líbano, em 2006; os Estados Unidos utilizou-as no Afeganistão, na Sérvia, no Laos e no Iraque, entre outros. No Iraque estima-se que pelos Estados Unidos e o Reino Unido tenham sido lançados cerca de um milhão desses artefatos.

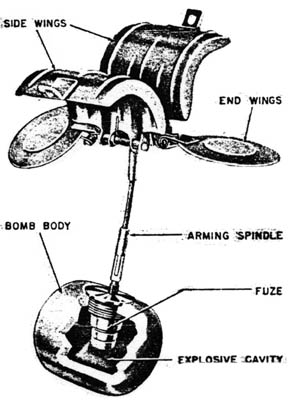
SD2 Bomba borboleta, de cerca de 1940 — asas giram a medida que a bomba cai, desenroscando o pino conectado ao fuso.

Por se constituir em sério problema de Direito Humanitário Internacional, uma campanha contra esses explosivos foi estabelecida em 2003.

Convenção sobre Munições de Dispersão.
Países signatários
Países que ratificaram a Convenção

No final da conferência diplomática realizada entre 19 e 30 de maio de 2008, em Dublin, 107 países adotaram a Convenção sobre Munições de Dispersão, comprometendo-se a assinar, até ao final de 2008, um instrumento legal vinculativo destinado a proibir a sua utilização, produção, transferência e armazenamento. A assinatura da Convenção sobre Munições de Dispersão teve início em 3 de Dezembro, em Oslo, para vigorar seis meses após o depósito, por parte de 30 Estados, dos instrumentos de ratificação da Convenção na Organização das Nações Unidas.
Muitos governos, organizações não governamentais e entidades como a Cruz Vermelha Internacional têm respondido positivamente em favor do banimento da munição de dispersão.
A Conferência de Dublin seria a última de uma série de conferências internacionais para se chegar ao fim do uso de armas de dispersão. Mas os maiores fabricantes e utilizadores dessas armas — Estados Unidos, Rússia, China, Índia, Paquistão e Israel — nem compareceram ao encontro. Rússia, China e Estados Unidos também são membros permanentes do Conselho de Segurança das Nações Unidas e, sem o voto deles, a proibição do uso de armas de dispersão se torna improvável.

## A posição brasileira
O Brasil produz, exporta e estoca bombas de dispersão. Durante as negociações do tratado — o chamado Processo de Oslo — o país permaneceu apenas como observador. A assessoria de imprensa do Itamaraty informou que, segundo o governo brasileiro trata-se de "armamento necessário para a defesa nacional".
A posição brasileira, alinhada com a dos Estados Unidos e da Rússia, é de que um tratado internacional deve ser negociado no âmbito da Convenção da ONU sobre Armas Convencionais (CCW), que busca restringir o uso de armamentos que infligem danos indiscriminados ou excessivos, como minas terrestres, armas de dispersão e incendiárias.
Juntamente com os Estados Unidos e a Grã-Bretanha, o Brasil aparece como um dos três principais fornecedores das bombas de dispersão empregadas em pelo menos dezenove ataques da coalizão liderada pela Arábia Saudita (que também não aderiu ao tratado) contra forças xiitas Houthis no Iêmen, entre abril de 2015 e fevereiro de 2016.

## História
A primeira bomba de dispersão a ser usada em uma operação foi a alemã SD-2 ou Sprengbombe Dickwandig 2 kg, conhecida como Bomba borboleta. A SD-2 foi usada durante a Segunda Guerra Mundial para atacar alvos civis e militares.